# لنکا اشمیدووا
لنکا اشمیدووا (چکی: Lenka Šmídová؛ زادهٔ ۲۶ مارس ۱۹۷۵) قایقران قایق بادبانی اهل جمهوری چک است.